# Chamboret
Chamboret, okzitanisch Chamborèt, ist eine französische Gemeinde mit 788 Einwohnern (Stand 1. Januar 2022). Sie gehört zur Region Nouvelle-Aquitaine, zum Département Haute-Vienne, zum Arrondissement Bellac und zum gleichnamigen Kanton. 

## Lage
Sie grenzt im Nordwesten an Vaulry und Breuilaufa, im Nordosten an Berneuil, im Osten an Nantiat, im Süden an Peyrilhac und im Südwesten an Cieux.
Das Gemeindegebiet wird vom Flüsschen Glayeule tangiert.
Durch Chamboret führt die vormalige Route nationale 147.
Marais de Chamboret heißt das südlich des Dorfkerns gelegene Naturschutzgebiet.

## Bevölkerungsentwicklung
| Jahr      | 1962 | 1968 | 1975 | 1982 | 1990 | 1999 | 2008 | 2013 |
| --------- | ---- | ---- | ---- | ---- | ---- | ---- | ---- | ---- |
| Einwohner | 582  | 604  | 670  | 682  | 656  | 717  | 760  | 774  |